# Lycée Jeanne-d'Arc (Téhéran)
Le lycée Jeanne-d'Arc est situé dans le 12e arrondissement de Téhéran, entre les rues de la République, Lallazar, Menocheri et Ferdowsi. Avec l'église adjacente il a été repris dans la liste des monuments nationaux d'Iran, le 20 octobre 2017 sous le n° 2928.

## Historique
Le lycée Jeanne-d'Arc est l'une des écoles fondées par des Français en Iran au XIXe siècle. Elle a été créée pour l'éducation des filles iraniennes de l'Église de l'Orient de confession arménienne. Puis elle a été également ouverte aux Iraniennes musulmanes. Dans les documents anciens, l'école est également connue sous le nom d'école de Sura (fondée en 1865) ou encore de Saint-Joseph (fondée en 1886), qui a été rebaptisée école Jeanne-d'Arc en 1900. Il semble que les deux écoles fonctionnaient parallèlement, puis à partir de 1941 ont fonctionné sous le même nom de Jeanne-d'Arc.
Les bâtiments de l'école Jeanne-d'Arc ont été réalisés par l'architecte russe Nikolaï Markov, résident en Iran. Ils sont considérés comme une combinaison d'architecture iranienne et européenne.

## Avant la Révolution islamique iranienne
L'école comprenait une section primaire et une section secondaire. Les élèves assyriens, Arméniens et musulmans étudiaient ensemble. Dans certaines classes arméniennes, le persan n'était pas enseigné, mais à partir de 1921 le ministère de l'Éducation a ajouté le persan parmi la liste des cours divers. Les professeurs iraniens enseignaient à côté de religieuses catholiques, les Sœurs de Saint Vincent de Paul pour les cours en français. Les élèves bénéficiaient d'un programme complet d'éducation iranienne et à temps partiel d'un programme d'éducation française.
Au début des années 1960, l'école comptait environ 1 000 élèves et même 1 600 élèves à la veille de la Révolution islamique de 1979. L'enseignement se terminait en dixième année mais les élèves pouvaient alors poursuivre leurs études secondaires jusqu'à la douzième année au lycée Razi de Téhéran, qui proposait des classes mixtes garçons-filles ou encore pour les plus favorisés à l'étranger.

## Après la Révolution islamique
Après la Révolution islamique de 1979, les bâtiments sont devenus un lycée pour adultes, tandis que l'église adjacente a continué à fonctionner comme église catholique. L'école a accueilli un grand nombre de femmes iraniennes éminentes, parmi lesquelles Farrokh-Rou Parsa, la première femme ministre d'Iran et Farah Pahlavi, épouse du chah d'Iran, après sa mère Farideh Diba.

## Vues des locaux

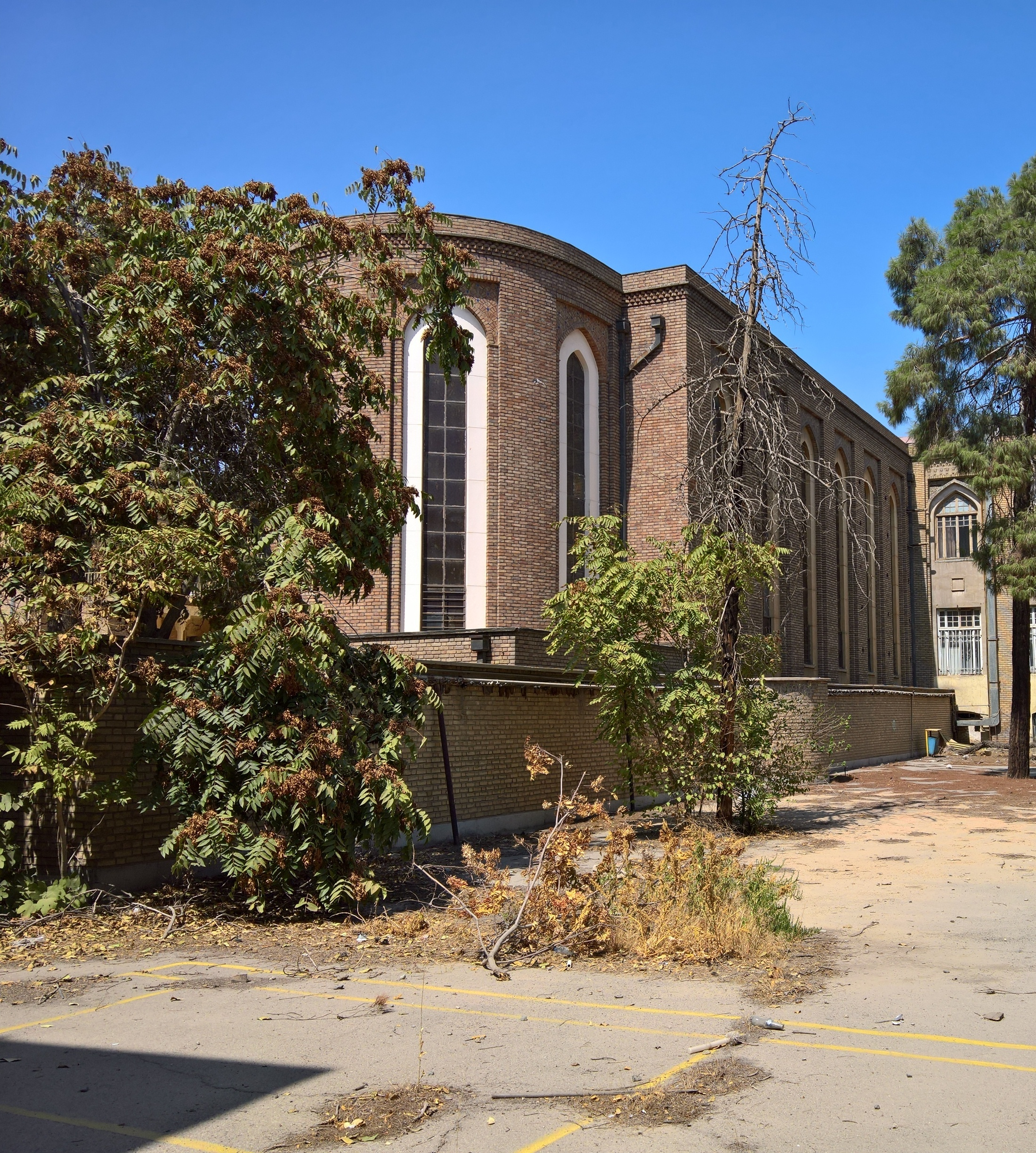
Lycée Jeanne-d'Arc, vue du monastère.
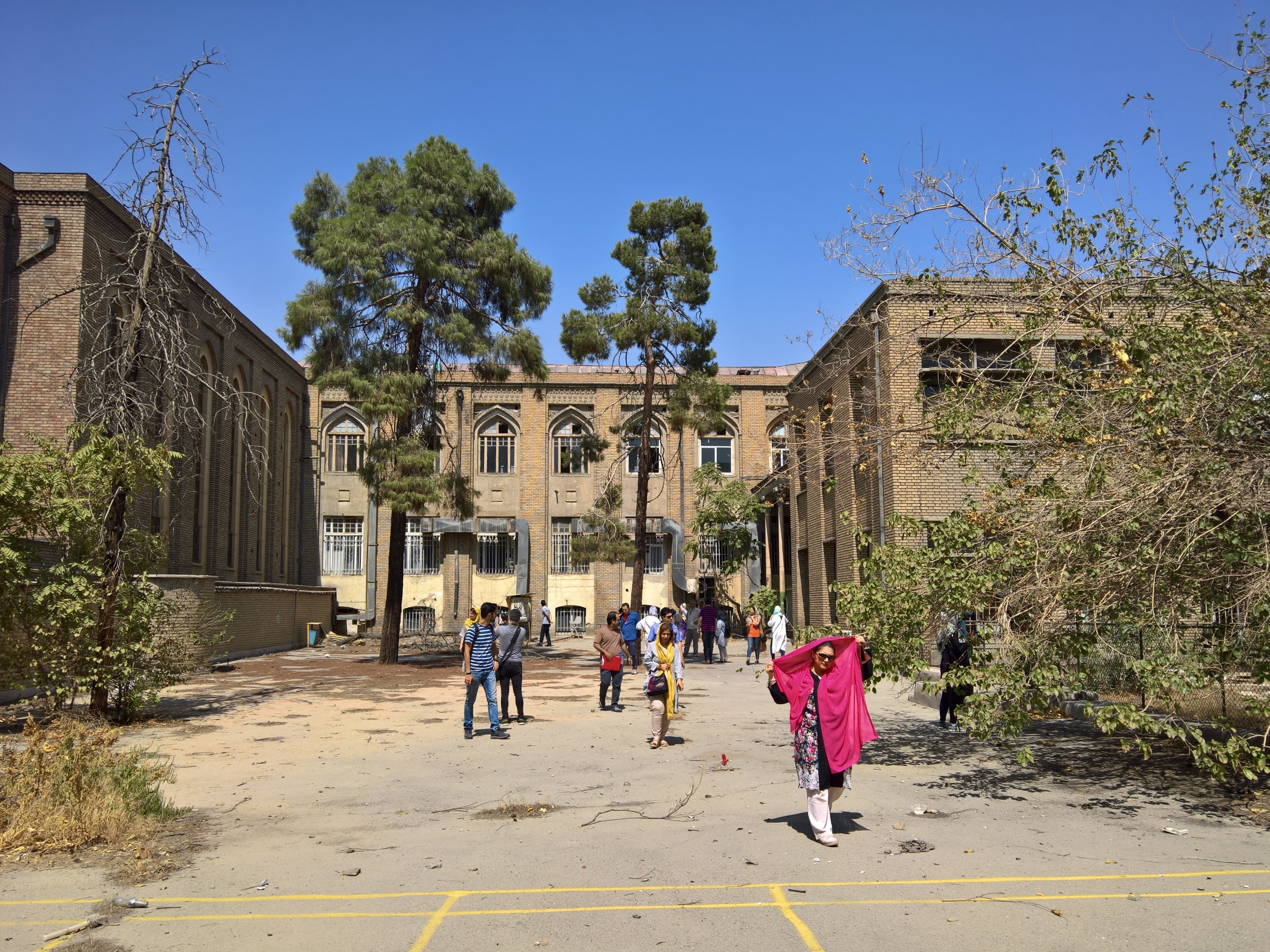
Lycée Jeanne-d'Arc, vue de la cour arrière.
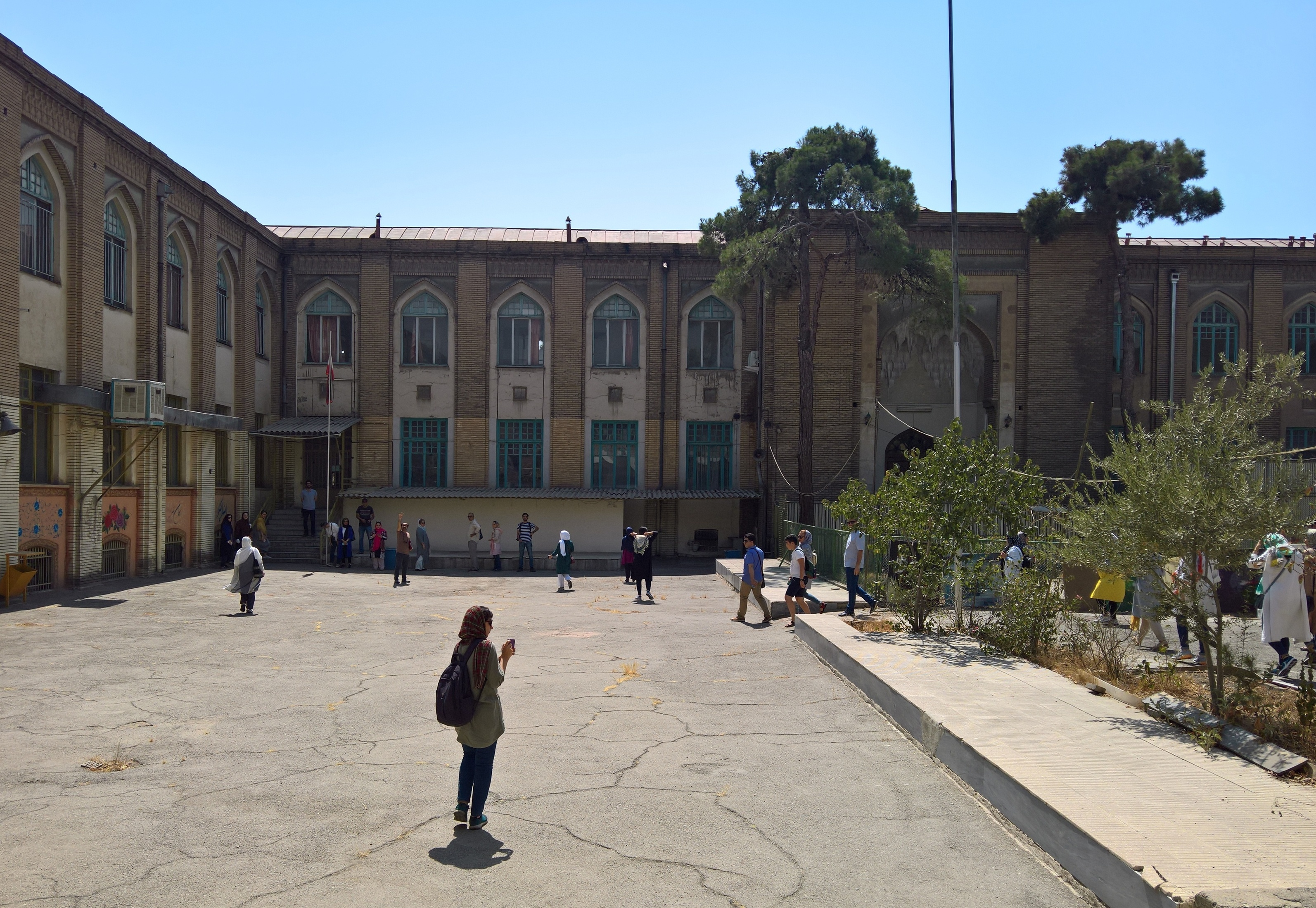
Jeanne-d'Arc, vue de la cour principale.